# The Academy Is...
The Academy Is... är ett amerikanskt punkpopband bildat 2002 i Hoffman Estates, en förort till staden Chicago i Illinois. Från början hette bandet bara The Academy men lade till Is... år 2004 för att undvika legala problem från andra band som även använde det namnet. Bandet består av William Beckett (sång), Michael Carden (gitarr), Adam T. Siska (basgitarr), Andy Mrotek (trummor) och Michael Guy Chislett (gitarr).

## Diskografi
Album
- 2005 – Almost Here
- 2007 – Santi
- 2008 – Fast Times At Barrington High

EP
- 2004 – The Academy
- 2006 – From the Carpet
- 2006 – Warped Tour Bootleg Series
- 2009 – Lost In Pacific Time: The AP/EP

Singlar
- 2005 – "Checkmarks"
- 2006 – "Slow Down"
- 2006 – "The Phrase that Pays"
- 2007 – "We've Got a Big Mess on Our Hands"
- 2007 – "Neighbors"
- 2007 – "Everything We Had"
- 2007 – "Sleeping with Giants (Lifetime)"
- 2007 – "Same Blood"
- 2008 – "Summer Hair = Forever Young"
- 2008 – "Winter Passing"
- 2009 – "His Girl Friday"
- 2009 – "The Test"
- 2009 – "About A Girl"
- 2010 – "I'm Yours Tonight"
- 2010 – "Sputter"

Övriga låtar
- 2006 – "Superman" (från Sound of Superman)
- 2006 – "Toasted Skin" (Itunes "Store version" av "Santi")
- 2007 – "Ghost" (från "Best Buy version" av "Santi")
- 2007 – "40 Steps" (Itunes "Store version" av "Santi")